# Upadana
Upādāna (Pali / Sanskrit „Aneignung“, „Erwähnung“; Sanskrit उपादान, upādāna) ist ein buddhistischer Begriff für den Vorgang des Festhaltens am Vergänglichen. Es geht um das „Warum“ des Begehrens (tanhā), des ausprägenden Bewusstseins von „Ich und Mein“, sämtlichen Gedanken, Ideen, Konzepten und Vorstellungen. Upādāna ist Teil der zwölfgliedrigen Kette des Bedingten Entstehens. Im Deutschen sind als Übersetzung die Begriffe Anhaftung oder Anhaften üblich geworden.
Es gibt gemäß der buddhistischen Überlieferung vier verschiedene Grundformen der Anhaftung:
| #  | Name                                             | Pali            | Erklärung |
| -- | ------------------------------------------------ | --------------- | --- |
| 1. | Sinnliches Anhaften                              | kāmupādāna      | Hiermit ist das Anhaften an Sinnesempfindungen gemeint, z. B. an das Empfinden von Lust. |
| 2. | Anhaften an Ansichten und Meinungen              | ditthupādāna    | Gemeint ist das Anhaften an feste Meinungen, aus denen dann ein falsches Weltbild entsteht. |
| 3. | Anhaften an Riten und Regeln                     | silabbatupādāna | Hiermit ist sowohl das Anhaften an feste Gewohnheiten gemeint als auch der Glaube, durch das bloße Ausüben bestimmter Rituale könne eine spirituelle Weiterentwicklung oder gar Erleuchtung entstehen. |
| 4. | Anhaften am Glauben an eine feste Persönlichkeit | attavādupādāna  | Dies bezeichnet das Anhaften an die fünf Gruppen von Daseinsfaktoren (Skandhas) und die Annahme, es gebe (darin) einen festen, unveränderlichen Wesenskern, ein Ich.                                   |

Anhaftende Wesen klammern sich an Objekte, Ansichten und ihre eigenen Meinungen und binden sich dadurch aus buddhistischer Sicht an den leidvollen Kreislauf des Werdens und Vergehens (Samsara). Anhaften entsteht aus den drei Geistesgiften: Gier, Hass und Verblendung. Da alle Erscheinungen vergänglich und unbefriedigend sind (vgl. Drei Daseinsmerkmale), entsteht zusätzliches Leid durch die Unfähigkeit loszulassen. Denn die Objekte des Anklammerns werden vergehen, sind unbefriedigend und fügen zum tatsächlichen Schmerz auch noch den Schmerz der Enttäuschung hinzu.